# Michel Catteeuw
Michel Catteeuw (Wervik, 15 de febrer de 1910 - Kortrijk, 10 de gener de 1992) va ser un ciclista belga que fou professional entre 1932 i 1939.
Els seus èxits més importants foren en diferents proves d'un sól dia.

## Palmarès
- 1930
  - 1r al Circuit del Port de Dunkerque
- 1932
  - 1r a la París-Hénin Liétard
  - 1r al Circuit del Port de Dunkerque
  - 1r al G.P. del "Progrès de la Somme"
- 1933
  - 1r al Tour del Pas de Calais
- 1934
  - 1r a la París-Hirson
  - 1r a la París-Cambrai
  - 1r al G.P. del "Progrès de la Somme"
  - 1r al Tour del Pas de Calais
- 1935
  - 1r a la París-Hirson
  - 1r a la Bourg-Ginebra-Bourg
- 1936
  - 1r a Amiens
- 1939
  - 1r al Circuit de la Vall de l'Aa